# Diocèse de Mayence
« Archidiocèse de Mayence » redirige ici. Ne pas confondre avec électorat de Mayence.

Le diocèse de Mayence (en latin ecclésiastique : dioecesis Moguntina ; en allemand : Diözese Mainz) est une église particulière de l'Église catholique latine en Allemagne. Son siège est la cathédrale Saint-Martin de Mayence dédiée à Martin de Tours. Érigé au IVe siècle, il est élevé au rang d'archidiocèse métropolitain au VIIIe siècle. Au XIIe siècle, l'archevêque de Mayence devient prince-électeur du Saint-Empire romain germanique. En 1803, le siège archiépiscopal est transféré à Ratisbonne. Depuis 1821, le diocèse couvre le territoire de l'ancien grand-duché de Hesse (Hesse-Darmstadt) et est suffragant de l'archidiocèse de Fribourg (Fribourg-en-Brisgau). L'évêque de Mayence est actuellement Peter Kohlgraf depuis avril 2017, vicaire général depuis le 27 août 2017 Udo Bentz.

## En chiffres (2004)
Le diocèse compte 340 paroisses regroupées en 20 doyennés ; avec 442 prêtres diocésains et 94 prêtres religieux en activité, assistés de 122 diacres permanents.

## Histoire

### Débuts
Mayence ou Mogontiacum est un lieu de culte depuis le Ier siècle (sanctuaire d’Isis et de Mater Magna). L'appellation de Mogontiacum dérive du nom de Mogon, dieu suprême de la mythologie celtique. L'évêché est fondé au IVe siècle. Les évêques de saint Crescent à Lucius Annaeus (Ie-IVe siècles) n'ont pas laissé de traces écrites et d'aucuns les qualifient de légendaires. Intégré au royaume d'Austrasie mérovingien puis à la Lotharingie carolingienne, il fait ensuite partie du Saint-Empire romain germanique : l'évêque est alors souverain de Mayence et prince du Saint Empire, avant de devoir céder le pouvoir politique à la bourgeoisie de la ville au XIIIe siècle.
À la fin du IIe siècle, il existait une communauté chrétienne dans cette ville frontière romaine. Depuis le IVe siècle, Mayence est devenu siège épiscopal, et, en 746, saint Boniface fut élu évêque de Mayence. En 781, le siège de Mayence fut érigé en archidiocèse. Saint Lull devint le premier archevêque de Mayence résidentiel. Sous Richulf, une magnifique église qu'il enrichit d'ornements précieux fut édifiée, appartenant à l’abbaye Saint-Alban devant Mayence.

### Moyen Âge

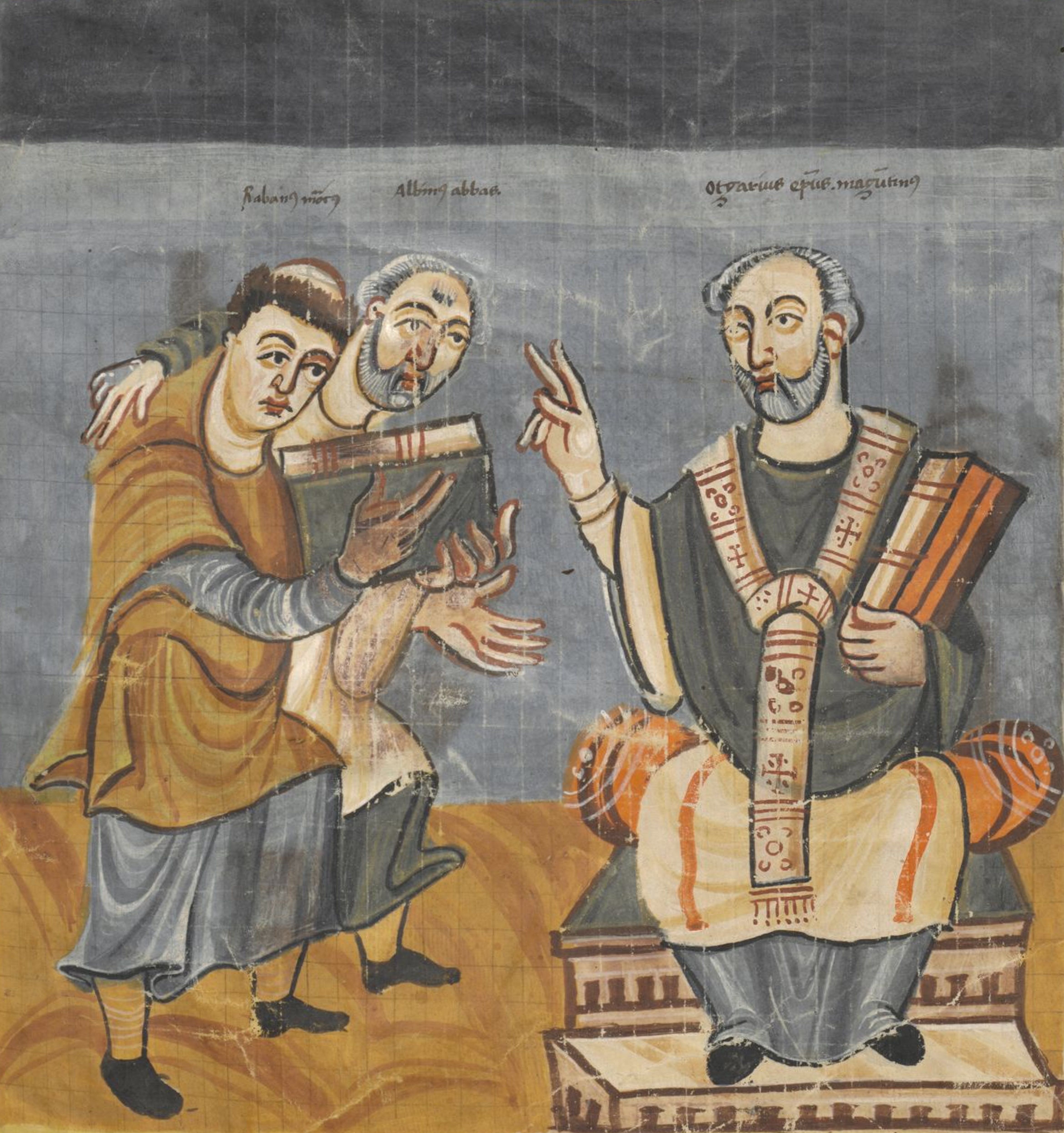
Raban Maur (à gauche), soutenu par Alcuin, présente son travail à Otgar de Mayence (à droite).

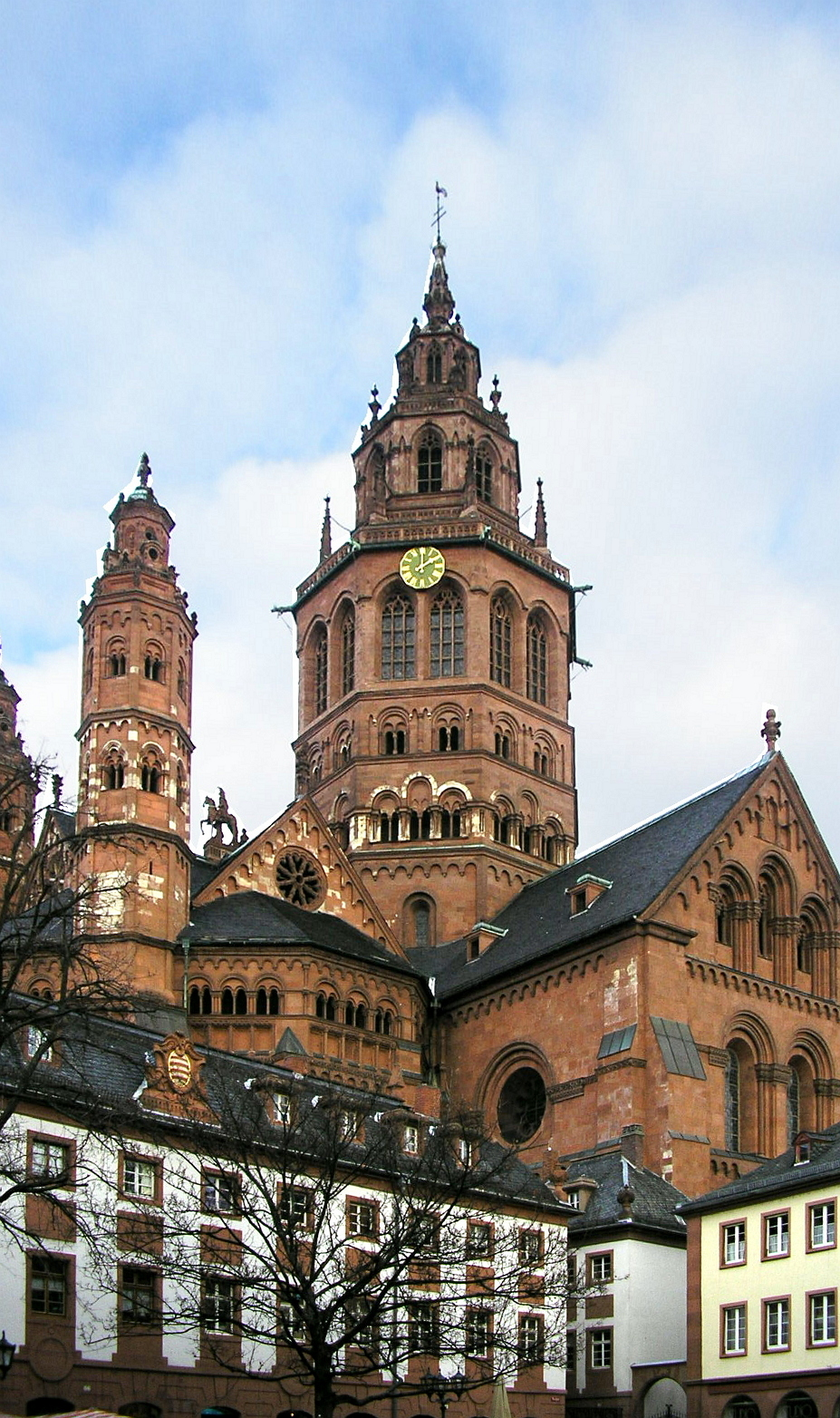
cathédrale Saint-Martin.

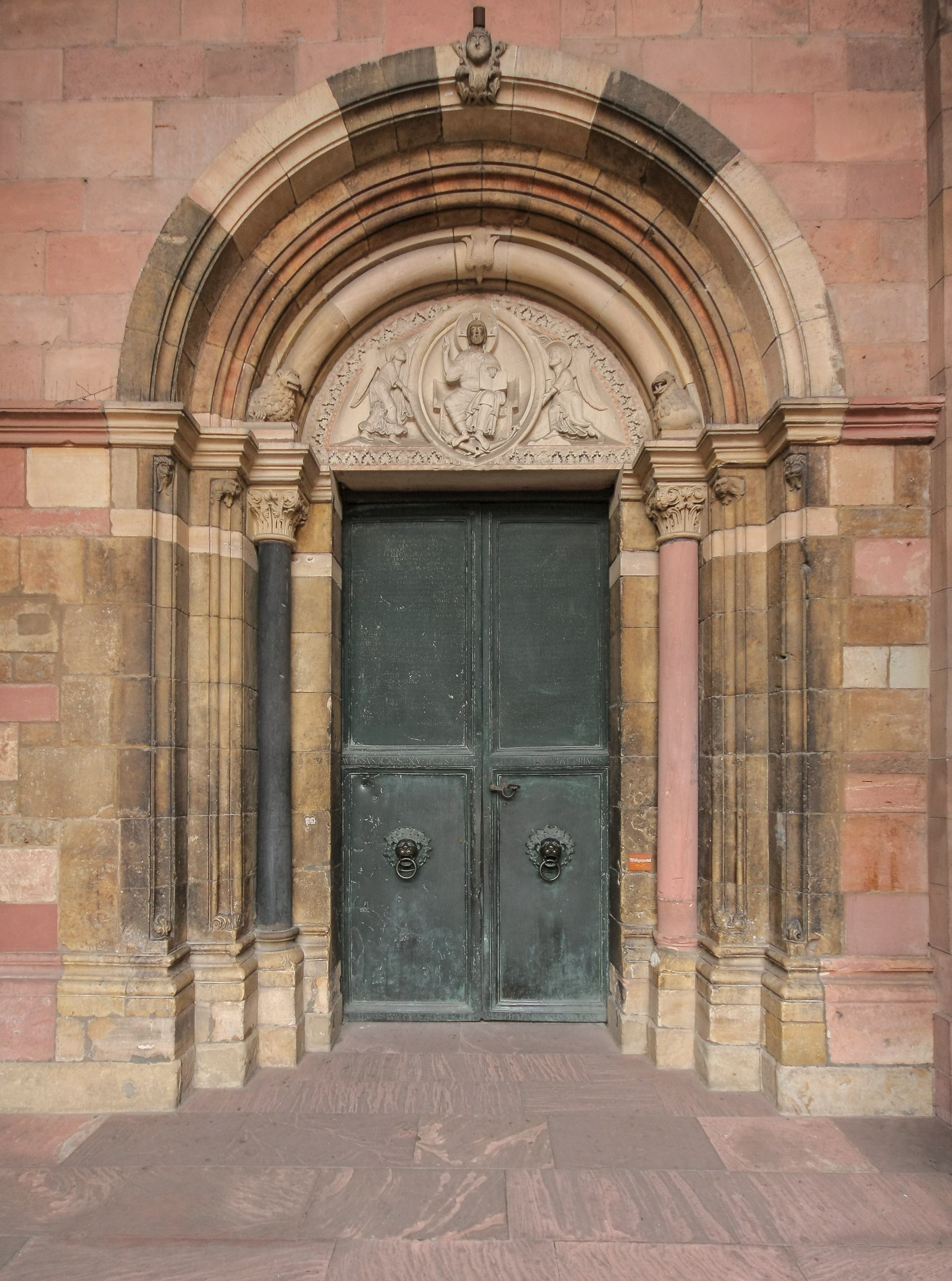
Les portes de bronze de la cathédrale; dans les deux panneaux supérieurs sont gravés les droits civiques accordés par Adalbert.

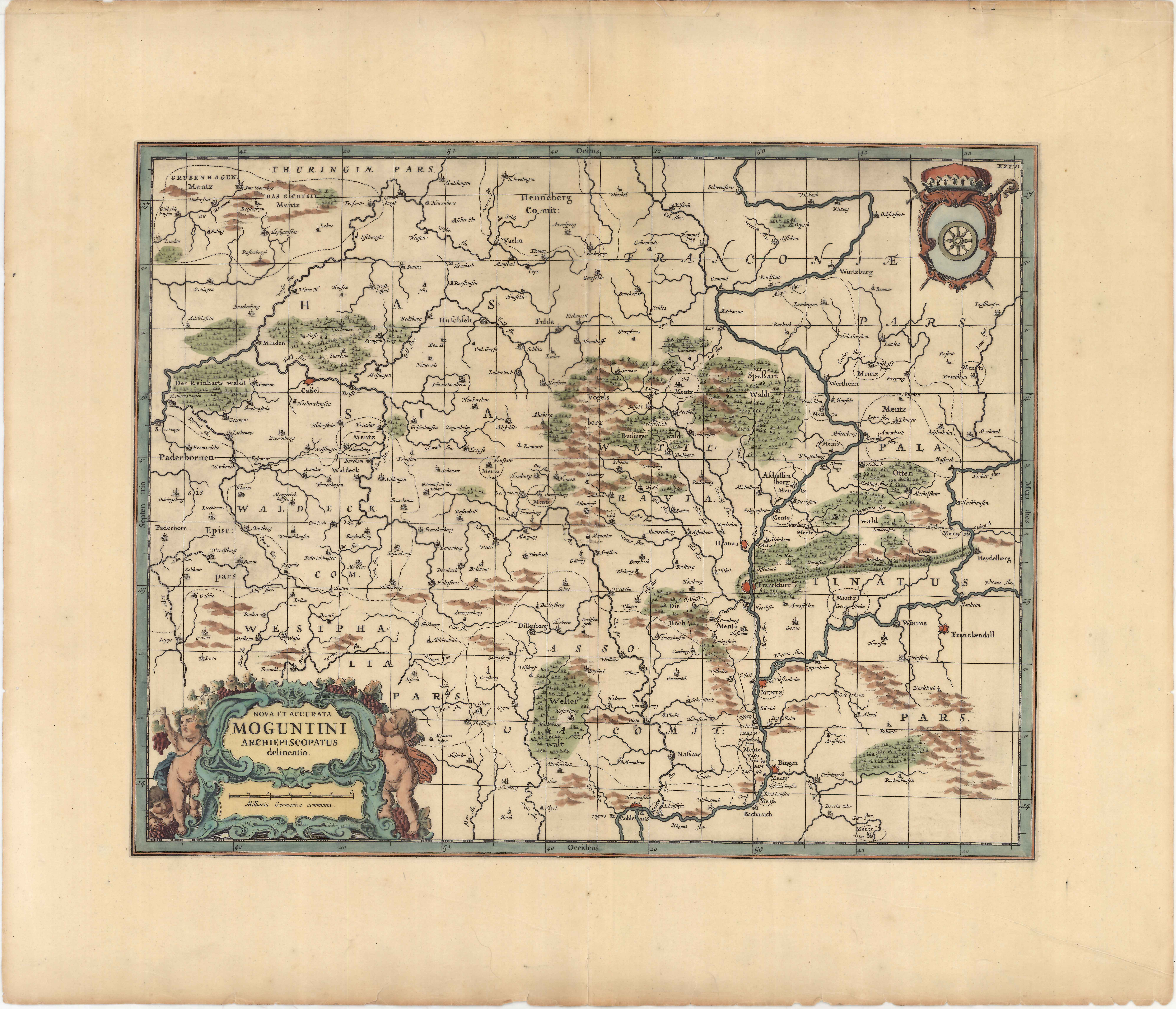
Surface de Diocèses de Mayence 1683

En 838-839, Otgar soutient Louis le Pieux contre la rébellion de son fils Louis le Germanique qui tente de prendre le pouvoir dans toute la Francie orientale. Raban Maur, moine bénédictin érudit, devint archevêque de Mayence. Il avait été ordonné prêtre par Haistulph, et à la mort d'Otgar lui succéda. Il y réprima beaucoup d'abus ecclésiastiques, chercha, mais en vain, à réconcilier Louis le Débonnaire et ses fils, et présida plusieurs synodes. Il déploya aussi une charité sans bornes lors de la famine de 850.
Charles d'Aquitaine fut archevêque de Mayence et premier archi-chancelier le 8 mars 856. Son successeur Liutbert de Mayence fut archi-chancelier pour l’Empire carolingien entre 863 et 889.
Guillaume de Mayence, fils d'Otton Ier du Saint-Empire, est nommé après la mort de l'archevêque Frédéric, opposant à Otton. Guillaume reçoit la confirmation du pape Agapet II et le titre de vicaire apostolique du royaume de Germanie, dépendant directement du Saint-Siège. Il reçoit également de son père le titre d'archi-chapelain de l'Empire. C'est pendant son mandat que le Pontificale Romano-Germanicum fut compilé.
Willigis est un personnage central dans l'Histoire de Mayence. Depuis l’archevêque Willigis (975-1011), à l’origine de la construction de la cathédrale de Mayence, la fonction d’archevêque de Mayence resta combinée avec celle de chancelier du Saint Empire romain de la Nation Germanique. Il promeut le rayonnement de sa province ecclésiastique entre autres par la Donation de Vérone attribuée au diocèse de Mayence. C'est sous son égide que la fonction de chancelier du Saint-Empire fut définitivement liée à celle de prince-électeur de Mayence.
Le 11 novembre 1036 (jour de la Saint-Martin), Bardo de Mayence consacra en présence des deux Saliques, Henri III et Conrad II le Salique, la cathédrale Saint-Martin qu’il avait fait restaurer et agrandir après l'incendie. Il exerçait une grande influence sur les consécration d'églises et d'autels et l’attribution des évêchés vacants. Le 19 octobre 1049, il présida le synode de Mayence contre la simonie et le mariage des prêtres en présence de Henri III.
Arnoul de Selenhofen fut nommé archevêque de Mayence en 1153 auprès de Frédéric Barberousse. Énergique et brutal dans sa gestion du stylet, il provoqua la rébellion de ses vassaux et des bourgeois de Mayence. Pendant son absence en Italie, où il fut envoyé par l'empereur auprès du Pape, une rébellion ouverte éclata. Quand il retourna à Mayence, la foule le conspua et il dut s'enfermer à l'abbaye Saint-Jacques près de Mayence, où il fut finalement assassiné.
Raoul de Zähringen a été élu en 1160 par les fidèles mayençais comme successeur d'Arnoul de Selenhofen, mais l'empereur Frédéric Barberousse ne lui donne pas son placet. Les luttes d'influence et les tensions considérables entre la Maison de Hohenstaufen et la Maison de Zähringen en étaient une des causes. Après l'excommunication de Raoul (concile de Lodi 1161), Christian Ier von Buch lui a succédé.

### La Réforme

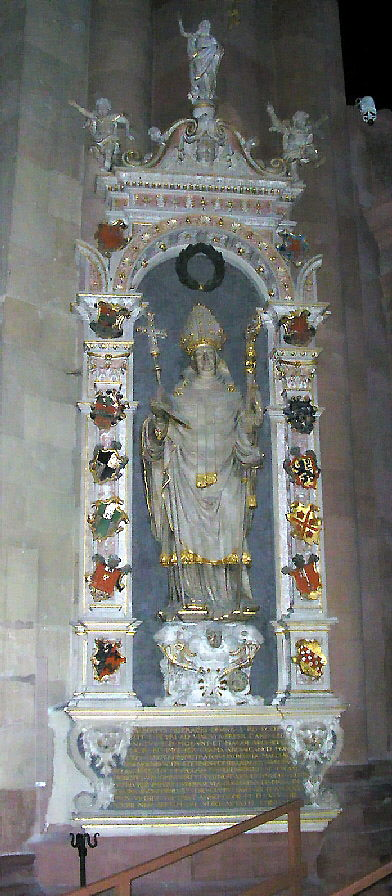
Stèle funéraire de l'archevêque de Mayence et de Magdebourg, le cardinal Albert de Brandebourg, dans la cathédrale de Mayence.

Avec les progrès de l'imprimerie, dont la Rhénanie était le berceau, l’humanisme et la connaissance des langues bibliques progressèrent au début du XVIe siècle. Ainsi, le bibliste Johannes Reuchlin, qui s'était opposé en 1513 à la destruction par le feu de livres en hébreu demandée par l’Inquisition de Mayence, fut condamné. Il fit appel devant le Pape en 1518. L’affaire traîna en longueur jusqu'à la mort de Reuchlin (en 1521) et, sous l'impulsion d'Ulrich von Hutten, donna lieu à nombre de pamphlets contre les dominicains et leur héraut, Johannes Pfefferkorn.
C'est sur ce terreau que la Réforme prit naissance, avec des pamphlets dénonçant le commerce des indulgences par l'Église. Le commerce des indulgences était particulièrement florissant dans l'évêché de Mayence. La raison en était la nomination d'Albert IV de Brandebourg à l'archevêché. Albert, à qui la ville de Mayence était redevable de l'introduction des idées et de l'architecture de la Renaissance (il avait fait de Matthias Grünewald son peintre de cour en 1526), et qui était déjà archevêque de Magdebourg et vidame d'Halberstadt, conserva ces titres après sa nomination en tant qu'archevêque de Mayence. L'agrément par le Vatican d'un tel cumul de fonctions coûta une fortune (annates) au chapitre de Mayence et à Albert. Ils se laissèrent entraîner dans le trafic d'indulgences par le prédicateur Johann Tetzel. C'est contre ce trafic qu'un moine originaire d'Eisleben, Martin Luther, s'éleva d'abord. Ses thèses trouvèrent un écho profond à Mayence et purent se propager rapidement depuis la ville qui, précisément, avait vu naître l'imprimerie. Lorsqu'en 1520, le nonce pontifical Aleander se rendit à Mayence pour y faire brûler les écrits de Luther, il échappa de peu au lynchage.
L'archevêque Albert resta d'abord perplexe devant les idées des réformateurs. Ses tendances humanistes le faisaient plutôt pencher en leur faveur, si bien qu'il fit venir à la cathédrale les prédicateurs Wolfgang Fabricius Köpfel Capiton et Caspar Hedio, qui tenaient des prêches humanistes et favorables à la Réforme, et qui étaient appréciés des fidèles.
Finalement, Albert prit parti contre la Réforme dont les idées minaient en réalité son autorité. En 1523, Hedio, comme Capito avant lui, durent quitter Mayence. Malgré la persistance de partisans protestants dans ses murs, la ville et la paroisse demeurèrent catholiques. Le chapitre ecclésiastique de Mayence élut ainsi en la personne de Sebastian von Heusenstamm un tenant du catholicisme comme nouveau prince-archevêque.
Déjà du temps d'Albert, les rivalités entre princes tenant du protestantisme ou du catholicisme suscitaient des tensions conflictuelles permanentes. Lors de la « guerre de Smalkalde » de 1546, le duc Maurice de Saxe, qui avec le roi de France Henri II combattait l'empereur Charles Quint, s'allia au margrave Albert Alcibiade de Brandebourg-Kulmbach. Après qu'Henri II eut repoussé les exigences invraisemblables de Maurice pour qu'on assure sa défense, Albert Alcibiade combattit seul aux côtés de la France. Il se trouva par là dans la nécessité de marauder par toute l'Allemagne avec des troupes vivant de rapines. Oppenheim, Worms et Spire ainsi que les monastères de Wurtzbourg et de Bamberg furent pillés. À l'annonce qu'Albert Alcibiade faisait marche vers Mayence, l'archevêque et le chapitre quittèrent la ville. Même la résidence du prince-archevêque d'Aschaffenbourg fut pillée et le château épiscopal incendié. Il ne restait plus à la ville ouverte de Mayence qu'à capituler devant Albert-Alcibiade. Le margrave, devenu le « fléau de l'Allemagne », détruisit une partie de la ville et lui extorqua en outre 15 000 livres, ce dont la ville n'était pas près de se remettre. L'empereur n'étant manifestement plus en état de défendre la ville des exactions, l'archevêque Sebastian von Heusenstamm se résolut à demander la paix religieuse. Celle-ci fut conclue, sous le nom de paix religieuse d'Augsbourg, le 25 septembre 1555.
À la mort de Sebastian von Heusenstamm (1555) se posa pour la seconde fois la question de conscience, qui devait décider de l’orientation confessionnelle de l'évêché. Le chapitre trancha à une seule voix de majorité en faveur du catholique Daniel Brendel von Homburg. Ce dernier entreprit la reconquête religieuse de la ville et pour cela fit venir les jésuites à Mayence, qui jusqu'à l'ère des Lumières devaient régir l'université et dominer toute la vie intellectuelle et spirituelle. On se méfia désormais du protestantisme, et ce n'est qu'en 1802 qu'une première communauté évangélique (mis à part, de temps à autre, des communautés de garnisons) put s'implanter à Mayence.

### Le diocèse auXIXesiècle
La Révolution française provoqua l’effondrement de l’archidiocèse de Mayence, dont le territoire fut redessiné.
Après la tourmente révolutionnaire, soucieux de restaurer la paix civile et religieuse en France, le premier consul Napoléon Bonaparte signe un concordat avec le pape Pie VII, le 26 messidor An IX (15 juillet 1801). Ratifié le 23 fructidor An IX, ce traité est promulgué par la loi du 18 germinal An X (8 avril 1802), en même temps qu'un ensemble de dispositions qui lui sont attachées, appelées articles organiques. Ces dernières sont décidées unilatéralement par le gouvernement français. Les cultes sont responsables d'un « service public », auquel l’État alloue un budget. La seule église du diocèse construite à cette époque est l'église Saint-Achatius de Zahlbach. Le concordat de 1801 remodela le territoire du diocèse de Mayence : celui-ci correspondait au département du Mont-Tonnerre. En outre, l'évêque de Mayence n'avait plus rang d'archevêque et devenait suffragant de l'archevêque de Malines.
Au cercle de Mayence (Mainzer Kreis), succède le cercle alsacien sous l'épiscopat de Joseph Ludwig Colmar (Bruno Franz Leopold Liebermann, André Raess). C'était un mouvement plutôt ultramontain.
Après le siège de Mayence (1814) et la défaite de Napoléon, les cessions territoriales de 1797 ont été inversées. La réorganisation ecclésiastique qui en a résulté a fait l'objet d'âpres négociations. Le congrès de Vienne (1815) détacha le territoire du diocèse de la France et le concordat de 1801 cessa donc de s'y appliquer.
En 1821, la bulle Provida solersque réorganisa les circonscriptions religieuses d'Allemagne : le territoire du diocèse de Mayence fut modifié afin de correspondre aux frontières du grand-duché de Hesse (ces frontières sont toujours celles du diocèse actuel). Il cessa également de relever de la province ecclésiastique de Malines et rejoignit celle de Fribourg-en-Brisgau.
L’évêque social Wilhelm Emmanuel von Ketteler (1850-1877) fut, par son travail sur les questions sociales et la liberté de l’Église, l’un des évêques les plus importants de son siècle.

### Le diocèse auXXIesiècle
Le cardinal Karl Lehmann, évêque de Mayence depuis 1983, démissionne à la veille de ses 80 ans en mai 2016. Le pape François lui nomme un successeur en avril 2017 en la personne de Peter Kohlgraf, prêtre du diocèse de Cologne, professeur de théologie pastorale à l'université catholique de sciences appliquées de Mayence. Karl Lehmann et mort le 11 mars 2018 à Mayence.

## Édifices religieux et autres monuments

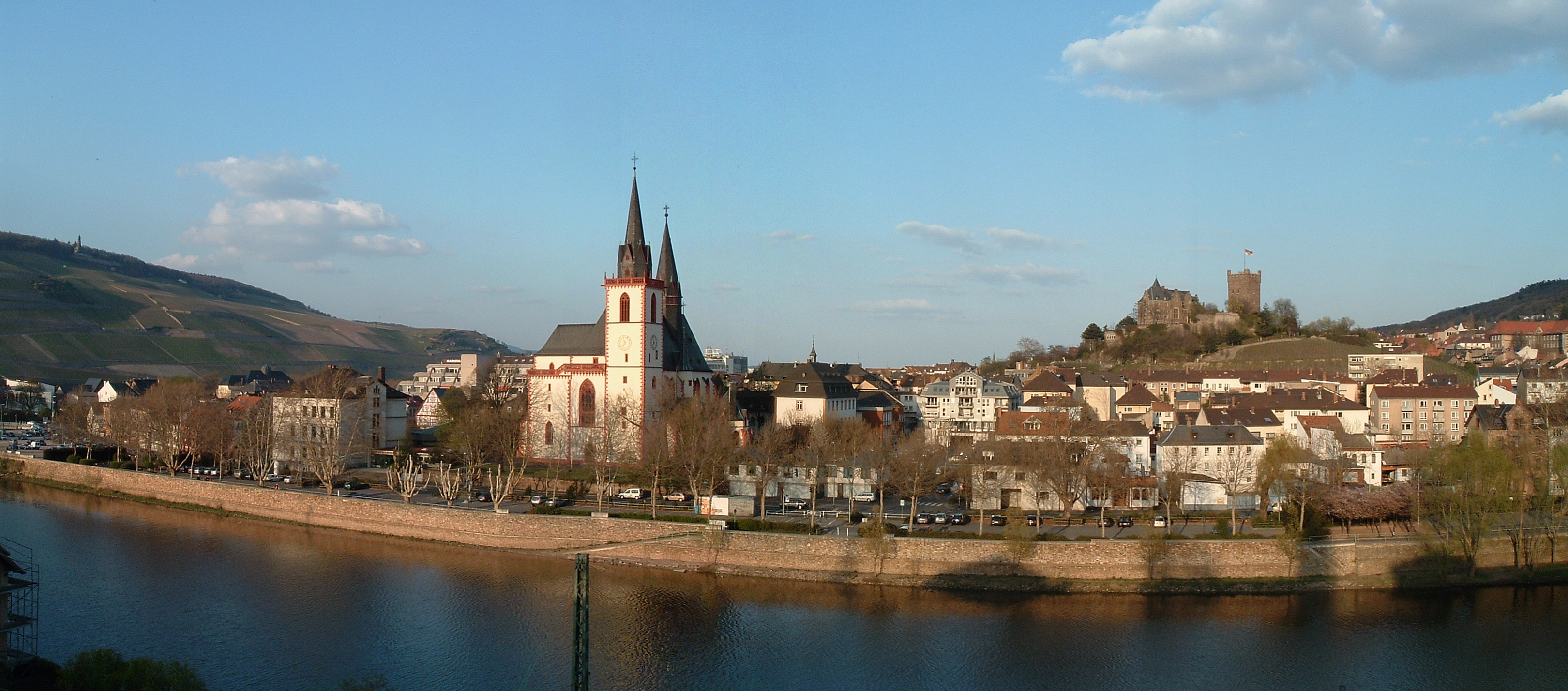
Basilique Saint-Martin de Bingen

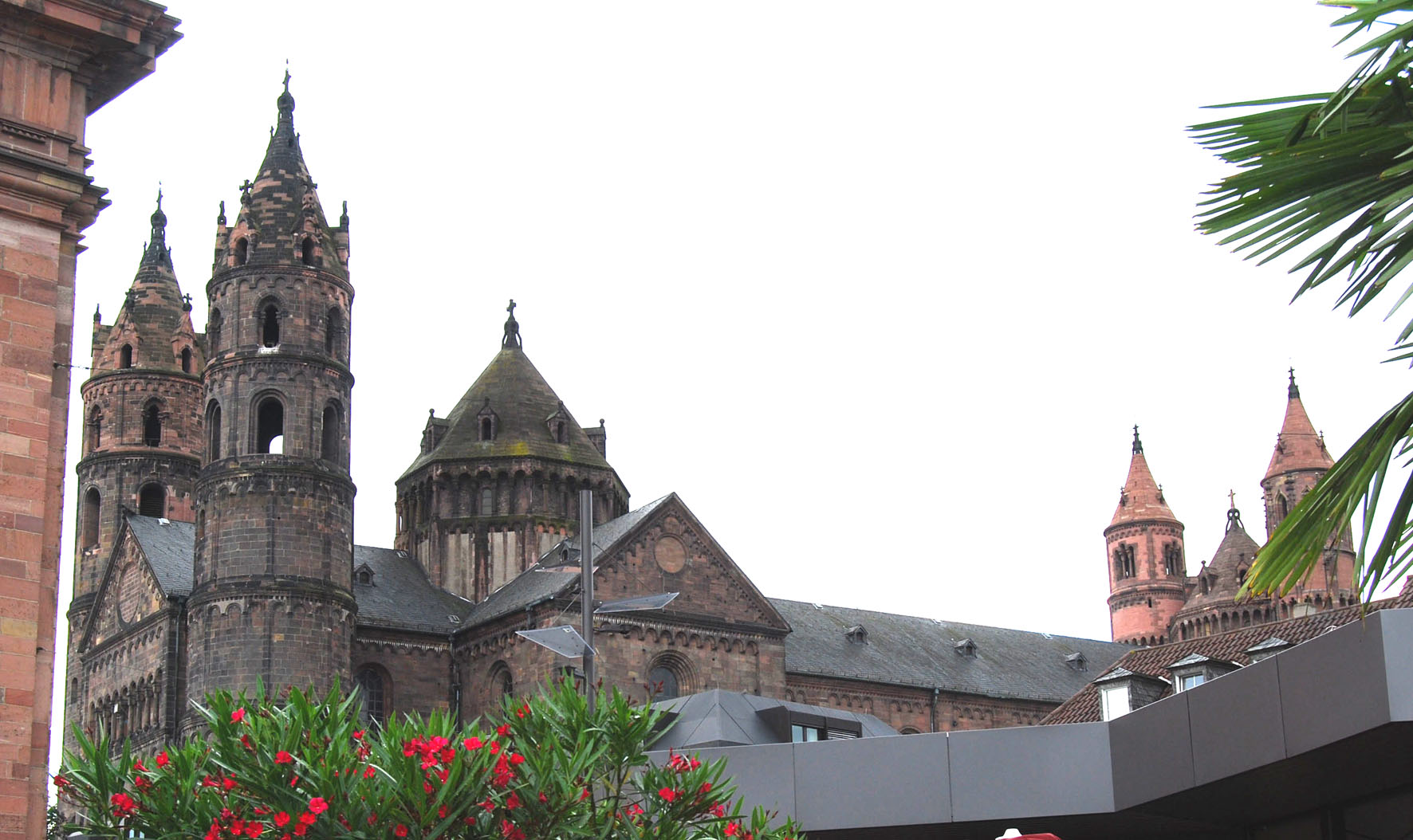
Cathédrale Saint-Pierre de Worms

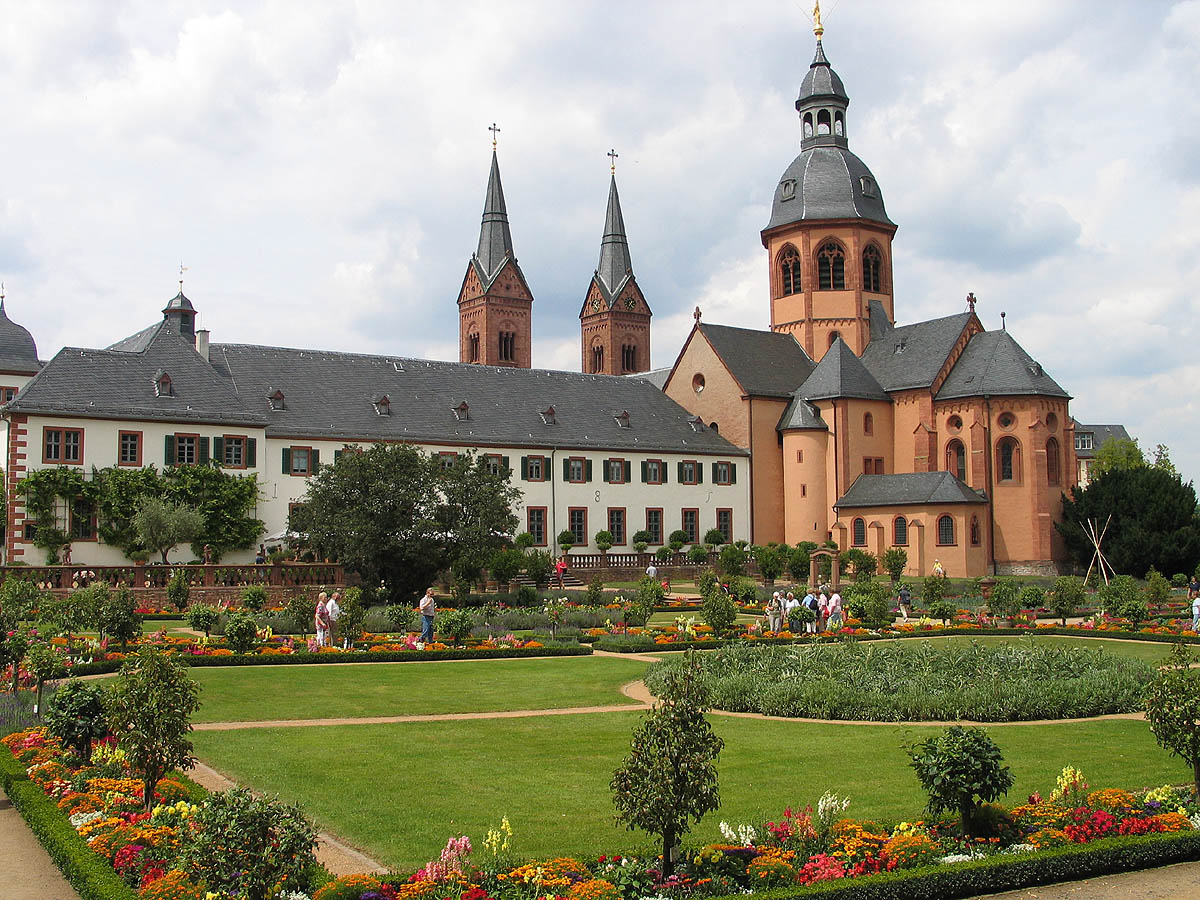
La basilique Saint-Marcellin et Saint-Pierre

- Cathédrale Saint-Martin de Mayence
- Cathédrale Saint-Pierre de Worms
- Basilique Saint-Martin de Bingen
- Basilique Saint-Marcellin-et-Saint-Pierre de Seligenstadt
- Église Saint-Étienne de Mayence (Vitraux de Chagall)
- Abbaye de Patershausen
- Musée épiscopal de la Cathédrale et du Diocèse de Mayence

## Divisions du diocèse
Le diocèse est regroupé en 20 zones pastorales:
1. Alsfeld
2. Alzey / Gau-Bickelheim
3. Bergstraße milieu
4. Bergstraße est
5. Bergstraße ouest
6. Bingen
7. Darmstadt
8. Dieburg
9. Dreieich
10. Erbach
11. Giessen
12. Mayence-ville
13. Mayence-sud
14. Offenbach
15. Rodgau
16. Rüsselsheim
17. Seligenstadt
18. Vettéravie-est
19. Vettéravie-ouest
20. Worms

### Archives de la cathédrale et diocèse

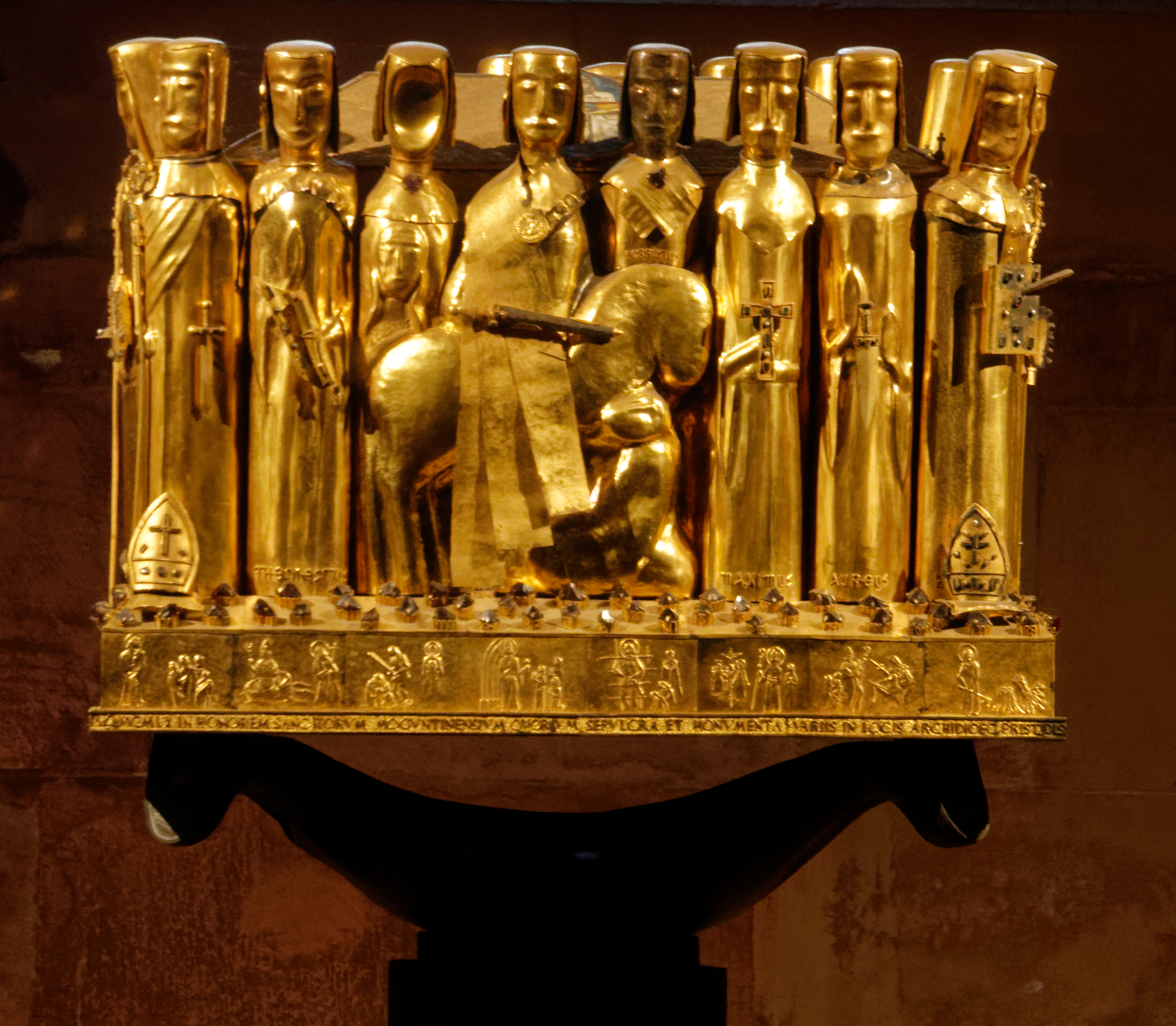
La châsse des Saints de Mayence est un reliquaire conservé dans la crypte est de la cathédrale de Mayence. Il fut réalisé en 1960 par l'orfèvre mayençais Richard Weiland à l'occasion de la restauration de la cathédrale et du jubilé d'argent de l'évêque Albert Stohr. Le programme pictural représente 22 saints de Mayence, particulièrement vénérés dans le calendrier diocésain. Le matériau est en argent plaqué or, orné de pierres précieuses.

Heringsbrunnengasse 4
Rochusstift
55116 Mainz

### Bibliothèque Saint-Martin
La bibliothèque Saint-Martin dans l'Arnsburger Hof (Hôtel d'Arnsburg) de la vieille ville était la bibliothèque scientifique du diocèse de Mayence et du séminaire du diocèse.

### Établissements d'enseignement privé catholique
- Université catholique de sciences appliquées de Mayence
- Institution Saint-Willigis

## Fêtes liturgiques
Il existe au diocèse de Mayence un calendrier propre, comme nombre d'autres diocèses anciens, pour certaines fêtes de saints.
- 5 janvier: John Neumann (premier évêque de Philadelphie + saint américain)
- 4 février: Raban Maur, moine bénédictin, archevêque de Mayence.
- 14 février: Valentin de Terni, évêque d’Interamma, martyr de la deuxième moitié du IIIe siècle
- 23 février: Willigis, archevêque de Mayence, personnage central de l'Histoire de Mayence.
- 27. avril: Pierre Canisius, réformeur de l'Église catholique
- 15 mai: Rupert de Bingen, patron de pèlerins chrétiens
- 2 juin: Marcellin et Pierre
- 5 juin: Boniface de Mayence
- 10 juin: Bardo de Mayence
- 21 juin: Alban de Mayence
- 27 juin: Crescentius, Aurée, Théoneste
- 4 juillet: anniversaire de la consécration de la cathédrale Saint-Martin
- 1er août: Pierre Favre (Jésuite), cofondateur de la Compagnie de Jésus
- 16 août: Roch de Montpellier, patron des cardeurs
- 6 septembre: anniversaire des églises dont la date de consécration est inconnue
- 17 septembre: Hildegarde de Bingen
- 28 septembre: Lioba de Tauberbischofsheim
- 16 octobre: Lull, premier archevêque de Mayence permanent
- 26 octobre: Amand de Strasbourg, confesseur de la Foi, premier évêque de Strasbourg, évêque de Maastricht et de Worms
- 29 octobre: Ferrutius (de), martyr à Mayence, au Ve siècle
- 11 novembre: Martin de Tours
- 27 novembre: Bilhildis, abbesse de l'abbaye d'Altmünster

## Lieux de pèlerinage
- Chapelle « Maria-Oberndorf » à Bodenheim
- Chapelle de la Vraie Croix à Mombach
- Chapelle des Saints-Auxiliaires à Gonsenheim troisième dimanche après la Pentecôte
- Église paroissiale de Mainz-Marienborn, fête de la Visitation de la Vierge Marie
- Chapelle Saint-Roch à Bingen-Am-Rhein[4]

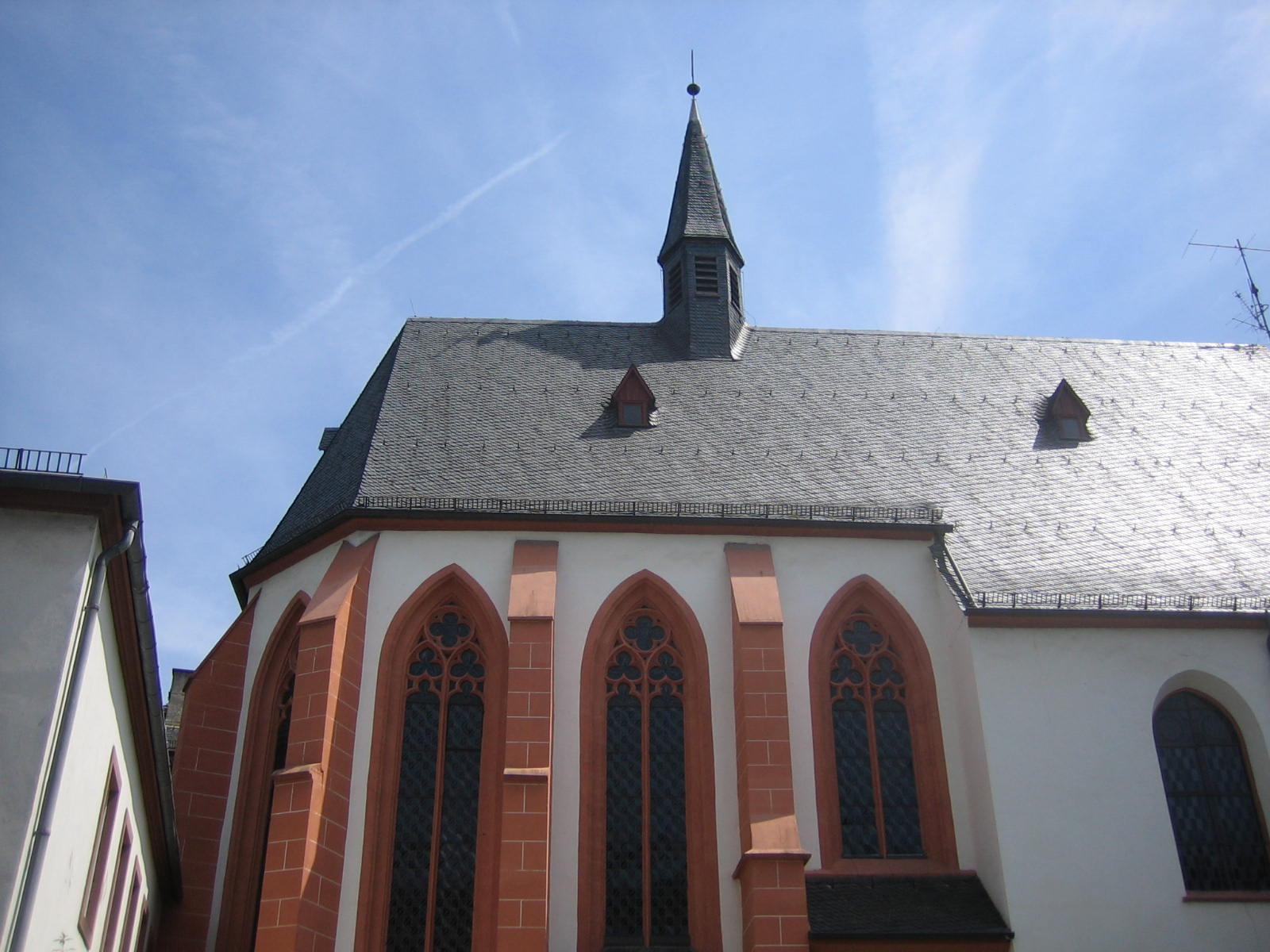
La chapelle des Antonites (Mayence) abrite le grand-orgue de l'institut de musique sacrée.

## Institut épiscopal de musique sacrée de Mayence
L'institut de musique sacrée du diocèse était localisé à la chapelle des Antonites dans le centre-ville.